# Jun Tamano
Jun Tamano (Tokio, 19 juni 1984) is een voormalig Japans voetballer.

## Carrière
Jun Tamano speelde tussen 2002 en 2009 voor Tokyo Verdy, Tokushima Vortis, Yokohama FC en Thespa Kusatsu.